# Контрерас, Алехандро
Алехандро Андрес Контрерас Даса (исп. Alejandro Andrés Contreras Daza; 3 марта 1993, Сантьяго, Чили) – чилийский футболист, защитник клуба «Универсидад де Чили». Выступал в молодёжной сборной Чили.

## Клубная карьера
Алехандро Контрерас начал карьеру в юношеской академии «Палестино», где выиграл чемпионат среди игроков до 19 лет. Дебют Контрераса в чемпионате Чили состоялся 29 января 2012 года в матче против «Универсидад Католика».

## Международная карьера
В январе 2013 года Контрерас был вызван главным тренером сборной Чили Марио Саласом на молодёжный чемпионат Южной Америки, где провёл только один матч против сборной Парагвая.